# Tom Fellows
Tom Allen Fellows (Solihull, 25 luglio 2003) è un calciatore inglese, centrocampista del West Bromwich.

## Carriera
Fellows è cresciuto nel settore giovanile del West Bromwich ed ha debuttato in prima squadra il 25 agosto 2021 nell'incontro di Football League Cup perso 6-0 contro l'Arsenal; nel corso della stagione 2021-2022 ha poi giocato anche 4 partite nella seconda divisione inglese con il club delle Midlands. Il 1º settembre 2022 è stato ceduto in prestito al Crawley Town, dove ha trascorso una stagione da titolare in Football League Two giocando 38 incontri.
Rientrato ai Baggies ha iniziato a giocare con maggior frequenza ed il 7 gennaio 2024 ha segnato il suo primo gol in carriera, contro l'Aldershot Town in FA Cup.

### Nazionale
Ha giocato con la nazionale inglese Under-21.

## Statistiche

### Presenze e reti nei club
Statistiche aggiornate al 23 novembre 2024.
| Stagione                    | Squadra                     | Campionato                  | Campionato | Campionato | Coppe nazionali | Coppe nazionali | Coppe nazionali | Coppe continentali | Coppe continentali | Coppe continentali | Altre coppe | Altre coppe | Altre coppe | Totale | Totale | Totale |
| Stagione                    | Squadra                     | Comp                        | Pres       | Reti       | Comp            | Pres            | Reti            | Comp               | Pres               | Reti               | Comp        | Pres        | Reti        | Pres   | Reti   |        |
| --------------------------- | --------------------------- | --------------------------- | ---------- | ---------- | --------------- | --------------- | --------------- | ------------------ | ------------------ | ------------------ | ----------- | ----------- | ----------- | ------ | ------ | ------ |
| 2020-2021                   | West Bromwich               | FLC                         | 0          | 0          | FACup+CdL       | 0+0             | 0+0             | -                  | -                  | -                  | FLT         | 1           | 0           | 1      | 0      |        |
| 2021-2022                   | West Bromwich               | FLC                         | 4          | 0          | FACup+CdL       | 1+1             | 0+0             | -                  | -                  | -                  | -           | -           | -           | 6      | 0      |        |
| ago. 2022                   | West Bromwich               | FLC                         | 0          | 0          | FACup+CdL       | 0+2             | 0+0             | -                  | -                  | -                  | -           | -           | -           | 2      | 0      |        |
| 2022-2023                   | Crawley Town                | FL2                         | 38         | 0          | FACup+CdL       | 1+0             | 0+0             | -                  | -                  | -                  | FLT         | 1           | 0           | 40     | 0      |        |
| 2023-2024                   | West Bromwich               | FLC                         | 33+2       | 4          | FACup+CdL       | 2+1             | 1+0             | -                  | -                  | -                  | -           | -           | -           | 38     | 5      |        |
| 2024-2025                   | West Bromwich               | FLC                         | 16         | 0          | FACup+CdL       | -               | -               | -                  | -                  | -                  | -           | -           | -           | 16     | 0      |        |
| Totale West Bromwich Albion | Totale West Bromwich Albion | Totale West Bromwich Albion | 53+2       | 4          |                 | 7               | 1               |                    | -                  | -                  |             | 1           | 0           | 63     | 5      |        |
| Totale carriera             | Totale carriera             | Totale carriera             | 91+2       | 4          |                 | 8               | 1               |                    | -                  | -                  |             | 2           | 0           | 103    | 5      |        |

## Palmarès

### Nazionale
- Campionato d'Europa Under-21: 1

Slovacchia 2025